# Sautron
Sautron település Franciaországban, Loire-Atlantique megyében. Lakosainak száma 8534 fő (2022. január 1.). Sautron Couëron, Orvault, Saint-Étienne-de-Montluc, Saint-Herblain és Vigneux-de-Bretagne községekkel határos.

## Népesség
A település népessége az elmúlt években az alábbi módon változott:
| Lakosok száma | 1229 | 4692 | 6026 | 6809 | 6968 | 7639 | 8192 | 8478 | 8473 | 8534 |
|               | 1968 | 1982 | 1990 | 2006 | 2013 | 2015 | 2017 | 2019 | 2020 | 2022 |